# René Auberjonois (peintre)
Pour les articles homonymes, voir René Auberjonois (homonymie) et Auberjonois.
René Victor Auberjonois, né le 18 août 1872 à Lausanne et mort le 11 octobre 1957 à Lausanne, est un peintre, dessinateur, caricaturiste et illustrateur suisse. Il est considéré l'un des peintres suisses les plus importants de la première partie du XXe siècle,.

## Biographie

### Famille et formation
Fils de Gustave Auberjonois (1837-1917), agronome et riche propriétaire foncier à Jouxtens-Mézery (où celui-ci avait créé le domaine agricole modèle de Beau-Cèdre), dans le canton de Vaud, et d'une mère française, Pauline d'Albys (1845-1926), René Auberjonois obtient sa maturité avant de mener une existence dorée mais hésitante quant à l'orientation à lui donner : un peu de musique (violon), un peu d'études. Après avoir fréquenté l'Ecole polytechnique de Dresde, en 1895 il se décide pour la peinture et part à Londres, où il se forme au Royal College of Art.
Puis, en 1896, il s'installe à Paris, où il est l'élève de Luc-Olivier Merson en compagnie de Martha Stettler, puis étudie aux Beaux-Arts de 1897 à 1900. En 1900, il entreprend un voyage d'étude à Florence et copie les primitifs italiens.

### Carrière artistique
Dans la capitale française, il rencontre le chef d’orchestre Ernest Ansermet et se lie d'amitié avec des écrivains vaudois comme Édouard Rod, Paul Budry et Charles-Ferdinand Ramuz (1905), qui lui dédiera son roman Aimé Pache, peintre vaudois (1911).
En 1906, il rencontre Cuno Amiet et Giovanni Giacometti à Berne et, sous leur influence, « approfondit […] son expérience de la couleur pure et de la touche fragmentée », mais dès 1911 « son admiration pour Cézanne » - qu'il a découvert avec enthousiasme lors de l'exposition du Salon d’Automne de 1906 - le fait « tendre vers une schématisation des objets ».
En 1908, il se marie avec Augusta Grenier et se retire deux ans dans la propriété familiale, où naissent ses deux fils : Maurice (1909) et Fernand (1910).
À son retour définitif en Suisse en 1914, il s'installe à Jouxtens et adopte son style personnel : palette de gris et bruns, composition géométrique et déformation des motifs.
En 1916, Auberjonois réalise les décors de Guillaume le Fou de Fernand Chavannes, puis en 1918 les décors et les costumes pour L'Histoire du Soldat de Igor Stravinsky et Charles Ferdinand Ramuz.
En 1919, en raison de son impossibilité à concilier vie familiale et travail, il divorce et s'installe à Lausanne, puis fait un séjour à Sion, en Valais, qui aura un impact important sur les thèmes de sa peinture.
Il réalise en 1923 les décors pour le bicentenaire du major Davel et le Bal des Artistes de 1927. En 1925, il fait la rencontre de l'éditeur et mécène Henry-Louis Mermod, qui publie Ramuz et commandera à Auberjonois de nombreuses œuvres (toiles et dessins d’illustration). En 1935, il peint les décors muraux de l'abbaye du Dézaley, ce qui provoque une polémique en Suisse romande.
Son expression artistique change dès 1935, où paysages, animaux, portraits, natures mortes, nus féminins deviennent l'essentiel de sa recherche. Son œuvre Nature morte (soleils, table de jardin verte), 1946, est conservée au Museo Cantonale d'Arte de Lugano. Entre 1935 et 1940, il entretient une liaison avec Simone Hauert, modèle de nombreux tableaux.
C'est en 1948 que sa peinture atteint son apogée par une palette sombre et des scènes de corridas. Paradoxalement, son œuvre n'est pas bien reçue en Suisse romande. Il est plus apprécié du côté alémanique ou dans le reste de l'Europe, où il participe en 1948 à la Biennale de Venise puis à la Documenta de Kassel en 1955.
Après Ferdinand Hodler, René Auberjonois est sans doute la figure tutélaire et emblématique de l'art suisse de la seconde moitié du XIXe siècle et de la première du XXe siècle.

### Famille
Il est le père du journaliste Fernand Auberjonois et le grand-père de l'acteur René Auberjonois. Il s'est remarié en 1922 avec Marguerite Hélène Buvelot, mais le couple s'est séparé en 1929, après le décès de la mère du peintre, qui a été suivi de la vente aux enchères du domaine familial de Jouxtens.